# 大潭 (桃園市)
大潭，是臺灣桃園市觀音區的一個傳統地域名稱，位於該區西部。相較於今日行政區，其範圍大致包括大潭里不含最西端、武威里不含東北邊及東南邊狹長地帶、保生里東南半葉的北部、觀音里西北部狹長地帶。

## 歷史
台灣清治末期至日治初期，大潭地區為一街庄，稱為「大潭庄」，隸屬於竹北二堡。該庄西北臨台灣海峽，東北與石觀音庄為鄰，東南邊為三座屋庄，南邊及西南邊為茄苳坑庄。
1901年（日治明治三十四年）11月，全台廢縣廳改設二十廳，該庄隸屬於桃仔園廳。1903年（明治三十六年），改名桃園廳。1909年（明治四十二年）10月，合併二十廳為十二廳，該庄隸屬不變。1920年（大正九年），廢十二廳改設五州二廳，該庄改制為「大潭」大字，隸屬於新竹州中壢郡觀音庄，大字下有「大潭」、「塘背」、「塘尾」、「小飯壢」小字名。
戰後觀音庄改制為觀音鄉，隸屬於新竹縣，大字亦改制為村。1950年桃、竹、苗分治，觀音鄉改隸屬於桃園縣。2014年12月，桃園縣升格為直轄桃園市，觀音鄉改制為觀音區，村亦改制為里。

## 聚落
本地區發展較早的聚落有大潭、塘背、塘尾、小飯壢等，在日治期初期的官方地圖上已有記載。此外，本地區尚有上塘尾、下塘尾、上大潭、塘頭、橫圳頂、橫圳頭、對面厝、廖厝、黃厝、林厝等聚落。

## 交通
省道台15線（濱海路武威段、濱海路）是關渡至香山的傳統北台灣西部海岸平面幹道，大致以東南—西北走向轉東北—西南走向經過大潭地區。由該道路向東南轉東北再轉東北東繞過觀音市區，可前往大園、林口、八里等地，向西南可前往崁頭厝、紅毛港、樹林子（坑子口地區北部）、貓兒錠、舊港等地，其中樹林子至貓兒錠南端鳳山溪橋路段與省道台61線共線。
省道台61線又稱「西部濱海快速公路」，是八里至安南的快速公路，大致以東北—西南走向蜿蜒經過本地區西北部，並於本地區西北部與省道台66線交會處設有「觀音交流道」。在該交流道以南主線已於2017年12月5日通車，並設有兩側平面車道。由該道路向東北可前往大園、林口、八里等地，向西南可前往崁頭厝、紅毛港、坑子口、貓兒錠後，止於鳳山溪橋南岸，並以省道台15線作為代用道路至香山區浸水橋始續接快速公路主線。
省道台66線又稱「東西向快速公路－觀音大溪線」，其西北側端點即位於省道台61線交會處。由此向東南出境後可前往新屋、平鎮、大溪南興，可在平鎮系統交流道連接國道1號，亦可在終點處轉市道112甲線經由大溪交流道連接國道3號。
市道112號（信義路）是觀音至大溪崎頂的道路，其西側端點位於本地區東部的省道台15線路口。由此向北北東轉東北再轉東南穿越觀音市區後，可前往中壢、八德、大溪崎頂等地。
區道桃89線（仁愛路二段）是觀音至新屋的道路，大致以北北東—南南西走向蜿蜒經過本地區東南部。由該道路向北北東可前往觀音市區並止於市道112號路口，向南南西轉南再轉南南東可前往保生、新屋市區並止於中正路路口。
區道桃92線是大潭海邊至石磊的道路，其西北側端點位於觀音交流道東北側的省道台61線路口。由此向東南蜿蜒而行，至省道台66線、台15線交會處後與省道台66線共線一小段後，轉南南東出境可前往石磊子並止於市道115號路口。

## 學校
- 大潭國小

## 產業
- 大潭發電廠
- 桃園科技園區塘尾區
- 大潭工業區（部分）